# 榊原昇造
榊原 昇造（さかきばら しょうぞう、1859年10月26日（安政6年10月1日） - 1940年9月10日）は、日本陸軍の軍人。最終階級は陸軍中将。

## 経歴
江戸出身。1879年（明治12年）12月、工兵少尉任官。1880年（明治13年）12月、陸軍士官学校（旧3期）工兵科を卒業。
1902年（明治35年）6月、工兵大佐に昇進し教育総監部参謀に就任。日露戦争開戦に伴い、1904年（明治37年）2月、宇品港の乙碇泊場司令官に発令。同年5月、第3軍工兵部長として出征。旅順攻囲戦で坑道の開鑿などに活躍。1905年（明治38年）3月、工兵監代理に異動。同年11月、陸軍少将に進級し築城部本部長に就任。
1909年（明治42年）8月、韓国駐剳憲兵隊長に発令され、1910年（明治43年）6月、韓国駐剳軍参謀長に転ずる。同年11月、広島湾要塞司令官となる。
1912年（大正元年）9月、陸軍中将に進み由良要塞司令官に着任。1913年（大正2年）8月に待命、1914年（大正3年）5月、予備役に編入された。墓所は多磨霊園(19-1-10)

## 栄典
位階
- 1891年（明治24年）12月28日 - 正七位[2]
- 1895年（明治28年）11月15日 - 従六位[3]
- 1902年（明治35年）10月20日 - 従五位[4]
- 1906年（明治39年）1月11日 - 正五位[5]
- 1911年（明治44年）3月10日 - 従四位[6]
- 1914年（大正3年）6月10日 - 正四位[7]

勲章等
- 1893年（明治26年）11月29日 - 勲六等瑞宝章[8]
- 1895年（明治28年）
  - 10月18日 - 功五級金鵄勲章・単光旭日章[9]
  - 11月18日 - 明治二十七八年従軍記章[10]
- 1898年（明治31年）5月23日 - 勲五等瑞宝章[11]
- 1904年（明治37年）5月27日 - 勲四等瑞宝章[12]
- 1906年（明治39年）4月1日 - 功三級金鵄勲章・勲三等旭日中綬章・明治三十七八年従軍記章[13]
- 1911年（明治44年）6月13日 - 勲二等旭日重光章[14][15]
- 1912年（大正元年）8月1日 - 韓国併合記念章[16]
- 1915年（大正4年）11月10日 - 大礼記念章[17]

## 親族
- 息子 榊原主計（陸軍大佐）